# Elephant and Castle (quartier)
Pour les articles homonymes, voir Elephant and Castle (homonymie).
Elephant and Castle est un carrefour important au sud de Londres qui a donné son nom au quartier environnant. 

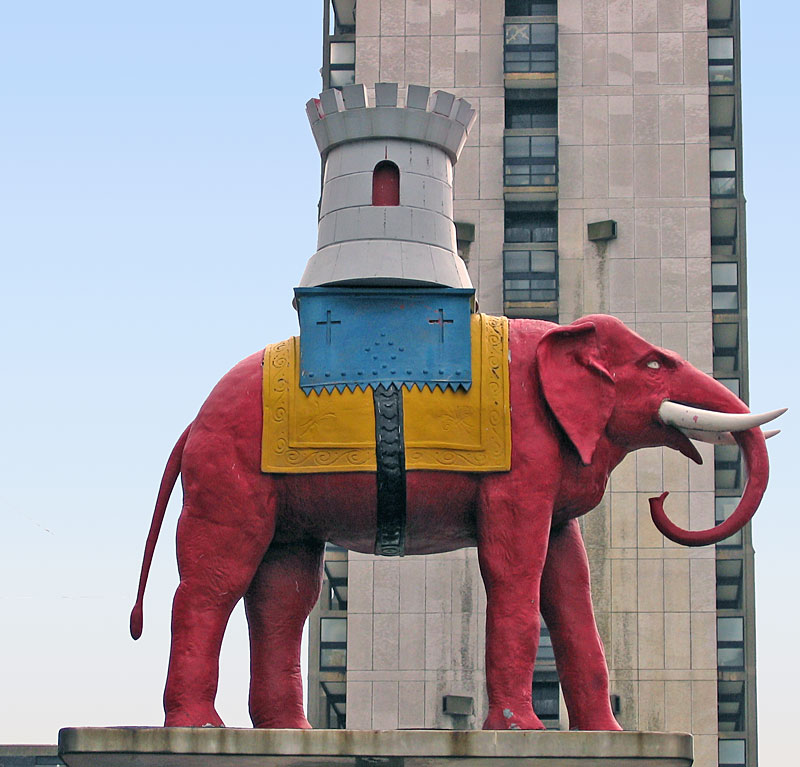
Statue à Elephant and Castle

Le nom de ce quartier provient de celui d'un relais de poste qui, au XVIIe siècle, se situait au rond-point actuel, lequel occupait l'emplacement d'une précédente coutellerie dont le poinçon était un éléphant portant un château.

## Dans les arts
Plusieurs travaux de l'artiste contemporain et ornithologue Marcus Coates se sont concentrés sur le logement à Elephant and Castle, y compris un film (Vision Quest – a Ritual for Elephant & Castle) et une transe sur scène en 2009.